# Comuna Pîsarivka, Șarhorod
Pîsarivka (în ucraineană Писарівка) este o comună în raionul Șarhorod, regiunea Vinnița, Ucraina, formată din satele Dubînkî și Pîsarivka (reședința).

## Demografie
Componența lingvistică a satului Pîsarivka
     Ucraineană (98,84%)
     Rusă (1,03%)
     Alte limbi (0,13%)
Conform recensământului din 2001, majoritatea populației satului Pîsarivka era vorbitoare de ucraineană (98,84%), existând în minoritate și vorbitori de rusă (1,03%).